# 윤명오
윤명오(1958년 ~ )는 대한민국의 건축 학자, NGO단체장, 대학 교수이다. 1980년 서울대학교 공과대학을 졸업하였고, 학군사관 장교로 병역을 마쳤다. 서울시립대 도시방재안전연구소 소장, 한국생활안전연합 대표, 제12대 한국화재소방학회장 등을 역임했다.

## 경력
- 2009 ～ 현재 : 한국 화재소방학회 회장 역임
- 1997 ～ 현재 : 서울시립대 도시과학대학 재난과학과·건축공학과 교수
- 1997 ～ 현재 : 서울시립대 도시방재안전연구소 소장
- 1992 ～ 1997 : 명지대 건축학과 교수 역임
- 1989 ～ 1992 : 대한 주택공사 주택연구소 선임연구원

## 학력
- 1985 ～ 1989 : 일본 동경대 대학원 건축학과 공학박사
- 1982 ～ 1984 : 서울대학교 대학원 건축학과 공학석사
- 1976 ～ 1980 : 서울대학교 공과대학 건축학과 공학사